# Zlata hruška
Zlata hruška je projekt Pionirske – centra za mladinsko književnost in knjižničarstvo, ki je del Mestne knjižnice Ljubljana. Od leta 2004 uredniški odbor, ki pripravlja Priročnik za branje kakovostnih mladinskih knjig, vrednoti izdana otroška in mladinska dela ter tistim, ki izstopajo, podeli znak (nalepko) zlata hruška, da bi vzpodbudil branje ter širil in uveljavljal kakovost mladinske knjige.

## Pogoji za razvrščanje monografij
1. so v slovenskem (ali tudi slovenskem) jeziku,
2. so izšle v preteklem letu,
3. so v več kot eni osrednji knjižnici opredeljena kot knjiga za otroke in mlade.

Vrednotijo prve in prenovljene izdaje ter ponatise in dotise, ne pa učbenikov, didaktičnih priročnikov, pobarvank, propagandnih in priložnostnih izdaj, ustvarjalnost otrok ter izdaje, ki so slabo dostopne bralcem.

## Kriteriji vrednotenja
Kriteriji vrednotenja so:
1. osnovne kvalitete,
2. učinkovitost ustvarjalnih postopkov,
3. založniško-obrtniška kvaliteta,
4. ustreznost glede na ciljnega bralca.

## Kakovostni razredi vrednotenih del
- pogrešljivo
- pomankljivo
- dobro
- zelo dobro
- odlično

Knjige, ki se uvrščajo v najvišji razred, imajo pravico do znaka za kakovost zlata hruška. Ta dela trajno opremijo z nalepko z logotipom zlate hruške.

## Priznanje zlata hruška
Od leta 2010 Pionirska skupaj s Slovensko sekcijo IBBY izmed nominiranih knjig, ki so prejele zlato hruško, vsako leto izbere po eno najboljšo v treh kategorijah:
1. izvirna slovenska mladinska leposlovna knjiga
2. izvirna slovenska mladinska poučna knjiga
3. prevedena mladinska leposlovna knjiga
4. prevedena mladinska poučna knjiga

## Dobitniki priznanj
| Leto | Izvirna leposlovna knjiga | Izvirna poučna knjiga                                                                                             | Prevedena leposlovna knjiga                                                                                                  | Prevedena poučna knjiga                                                                                    |
| ---- | --- | --- | --- | --- |
| 2010 | Saša Vegri: Naročje kamenčkov | Miro Cerar: Kako sem otrokom razložil demokracijo                                                                 | Brian Selznick: Hugo Cabret (prevedel Andrej Hiti Ožinger)                                                                   | |
| 2011 | Peter Svetina: Modrost nilskih konjev | Živa Deu in Bara Kolenc: Kje pa ti živiš?                                                                         | Shaun Tan: Zgodbe iz oddaljenega predmestja (prevedla Gaja Kos)                                                              | |
| 2012 | Marjan Manček: Hribci kremeniti | Lucija Stepančič, Damijan Stepančič: Kako so videli svet?                                                         | Walter Moes: Vreščji mojster (prevedla Stana Anželj)                                                                         | |
| 2013 | Peter Svetina: Ropotarna | Lučka Kajfež Bogataj, Izar Lunaček: Vroči novi svet                                                               | Patrick Ness: Vojna pošasti (prevedel Andrej Hiti Ožinger) Ursula K. Le Guin: Zgodbe iz Zemljemorja (prevedel Dušan Ogrizek) | |
| 2014 | Anja Štefan: Gugalnica za vse | | Patrick Ness po zamisli Siobhan Dowd: Sedem minut čez polnoč (prevedla Ana Ugrinović)                                        | |
| 2015 | Lucija Stepančič, Damijan Stepančič: Anton!                                                                                                 | Huiquin Wang: Ferdinand Avguštin Hallerstein: Slovenec v Prepovedanem mestu (prevedla Natalija Toplišek)          | Siobhan Dowd: Barjanski otrok (prevedla in spremno besedo napisala Tina Mahkota)                                             | |
| 2016 | Nataša Konc Lorenzutti: Kdo je danes glavni                                                                                                 | Sašo Dolenc: Od genov do zvezd Danijel Čotar: Ptičje kvatre                                                       | Alen Mešković: Ukulele jam                                                                                                   | |
| 2017 | Jiři Bezlaj: Evangelij za pitbule | Boris A. Novak in Marjan Manček: Oblike duha: zakladnica pesniških oblik                                          | Els Beerten: Vsi si želimo nebes (prevedla Stana Anželj)                                                                     | Janis Varufakis: Ta svet je lahko boljši: kako sem hčeri razložil gospodarstvo (prevedla Jelena Isak Kres) |
| 2018 | Anja Štefan: Drobtine iz mišje doline | Rada Kos: Iz lončka v lonec: naravno vrtnarjenje za male in velike vrtnarje ter odlični recepti iz domače kuhinje | | Idan Ben-Barak: Ne liži te knjige (prevedla Ema Karo)                                                      |
| 2019 | Feri Lainšček: Prvotnost: poema o ljubezni                                                                                                  | | Juraj Šebesta: Pes pa v smeh (prevedla Diana Pungeršič)                                                                      | Thiago de Moraes: Atlas mitov (prevedla Mojca Žnidaršič)                                                   |
| 2020 | zaradi epidemije covida-19 nagrada ni bila podeljena                                                                                        | zaradi epidemije covida-19 nagrada ni bila podeljena                                                              | zaradi epidemije covida-19 nagrada ni bila podeljena                                                                         | zaradi epidemije covida-19 nagrada ni bila podeljena                                                       |
| 2021 | Simona Semenič: Skrivno društvo KRVZ | Nataša Strlič in Damijan Stepančič: Osamosvojitev                                                                 | Anne Gavalda: 35 kil upanja (prevedel Boris Jukić) Anouk Ricard: Ana in Froga. Bi čigumi? (prevedla Andreja Bajt)            | Wojciech Grajkowski: Čebele (prevedla Staša Pavlović)                                                      |
| 2022 | Vinko Möderndorfer. ilustr. Jure Engelsberger: Romeo in Julija iz sosednje ulice                                                            | Mihael Glavan. ilustr. Damijan Stepančič: Naš Jurčič                                                              | Jaap Robben. prev. Stana Anželj: Bratov kožuh                                                                                | Aleksandra Mizielinska in Daniel Mizielinski. prev. Staša Pavlović: Pod zemljo                             |
| 2023 | Miha Hančič in Ram Cunta: Tik je šel v gozd po drva Neli Kodrič Filipić. ilustr. Ana Zavadlav: Kdo je kriv, da je zima bela in druge zgodbe | Natalija Štular. ilustr. Damijan Stepančič: Mala kraljica velikih sten: Mira Marko Debelak-Deržaj                 | Tina Vallès. prev. Veronika Rot: Spomin na drevo                                                                             | Philippe Nessmann. ilustr. Regis Lejonc. fotogr. Célestin. prev. Jasmina Žgank: Z vsemi čuti!              |